# Étienne Moreau-Nélaton
Adolphe Étienne Auguste Moreau-Nélaton (Parigi, 1859 – 1927) è stato un pittore e scrittore francese.

## Biografia
Allievo di Henri Harpignies, da cui derivò il suo stile, fu principalmente paesaggista e ritrattista. All'attività pittorica vera e propria affiancò quella di ceramista. Fu inoltre autore di saggi di critica d'arte (su Corot e Fantin-Latour). Collezionista d'arte, lasciò la sua collezione di pittori impressionisti e della scuola di Barbizon al Museo del Louvre.